# Alarcón (España)
Alarcón es un municipio y localidad española de la provincia de Cuenca, en la comunidad autónoma de Castilla-La Mancha. Cuenta con una población de 176 habitantes (INE 2024). Es bien de interés cultural, como conjunto histórico-artístico.

## Geografía
Situado a 87 km al sur de Cuenca, posee una superficie de 120 km² y una altitud de 831 m. Su término se encuentra regado por el río Júcar que forma el embalse conocido como pantano de Alarcón. La villa está situada río abajo del pantano de su mismo nombre, teniendo además, a sus pies, la pequeña presa del Henchidero.

## Historia

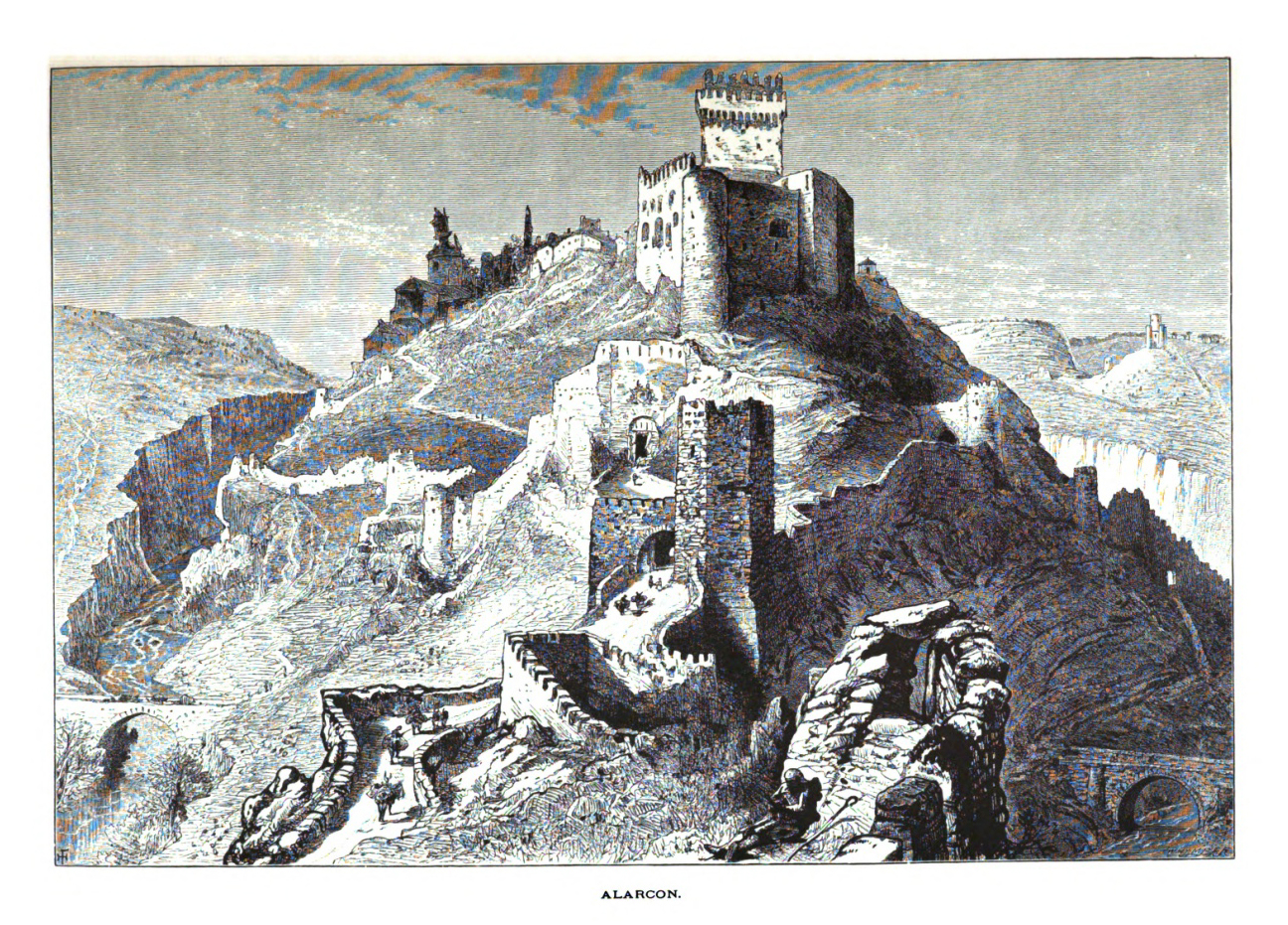
Vista de Alarcón en el siglo

En un cerrado meandro del río Júcar se yergue el promontorio sobre el que se asienta la localidad de Alarcón. Con antecedentes íberos y romanos, este poblado entra en la historia tras ser ocupado por los árabes, a quienes debe su nombre (الاركون alarcón = 'la fortaleza') y la construcción del primitivo castillo del que deriva el actual.
La historia de Alarcón está ligada a la de su castillo y viene determinada por su condición de plaza fortificada, lo que le valdría el ser cabeza de una de las regiones del antiguo Señorío de Villena. No obstante, no es el castillo el único valioso elemento de su patrimonio monumental. Cuenta también con una variada arquitectura, tanto religiosa (iglesias de Santo Domingo de Silos, de San Juan Bautista, la Santa Trinidad, Santa María, y la ermita de Santa María de la Orden), como civil (el Ayuntamiento, la Casa de Villena y el palacio de los Castañeda).
La villa de Alarcón está declarada Conjunto Histórico-Artístico, habiéndose aprobado la delimitación del entorno el 3 de julio de 1981.
El 3 de diciembre de 1981 se aprobó en la iglesia de Santa María el proyecto del Estatuto de Autonomía de Castilla-La Mancha.
En 1994 el pintor Jesús Mateo inició el proyecto de pintar el interior de la antigua iglesia de San Juan Bautista, las denominadas Pinturas Murales de Alarcón (1994-2002), que fueron protegidas por la Unesco en 1997 por su alto interés artístico mundial; desde entonces Alarcón alberga esta obra de arte contemporánea.

## Demografía
Alarcón cuenta con una población de 176 habitantes (INE 2024).
| Gráfica de evolución demográfica de Alarcón entre 1842 y 2021                                                       |
| |
| Población de derecho según los censos de población del INE Población de hecho según los censos de población del INE |

## Economía
La mayor parte de la población vive del turismo, especialmente gracias al parador, que sirve de ancla y reclamo. Otra parte vive del sector primario; en particular, se cultivan lentejas.

## Administración y política
| Periodo   | Nombre                       | Partido                                |
| --------- | ---------------------------- | -------------------------------------- |

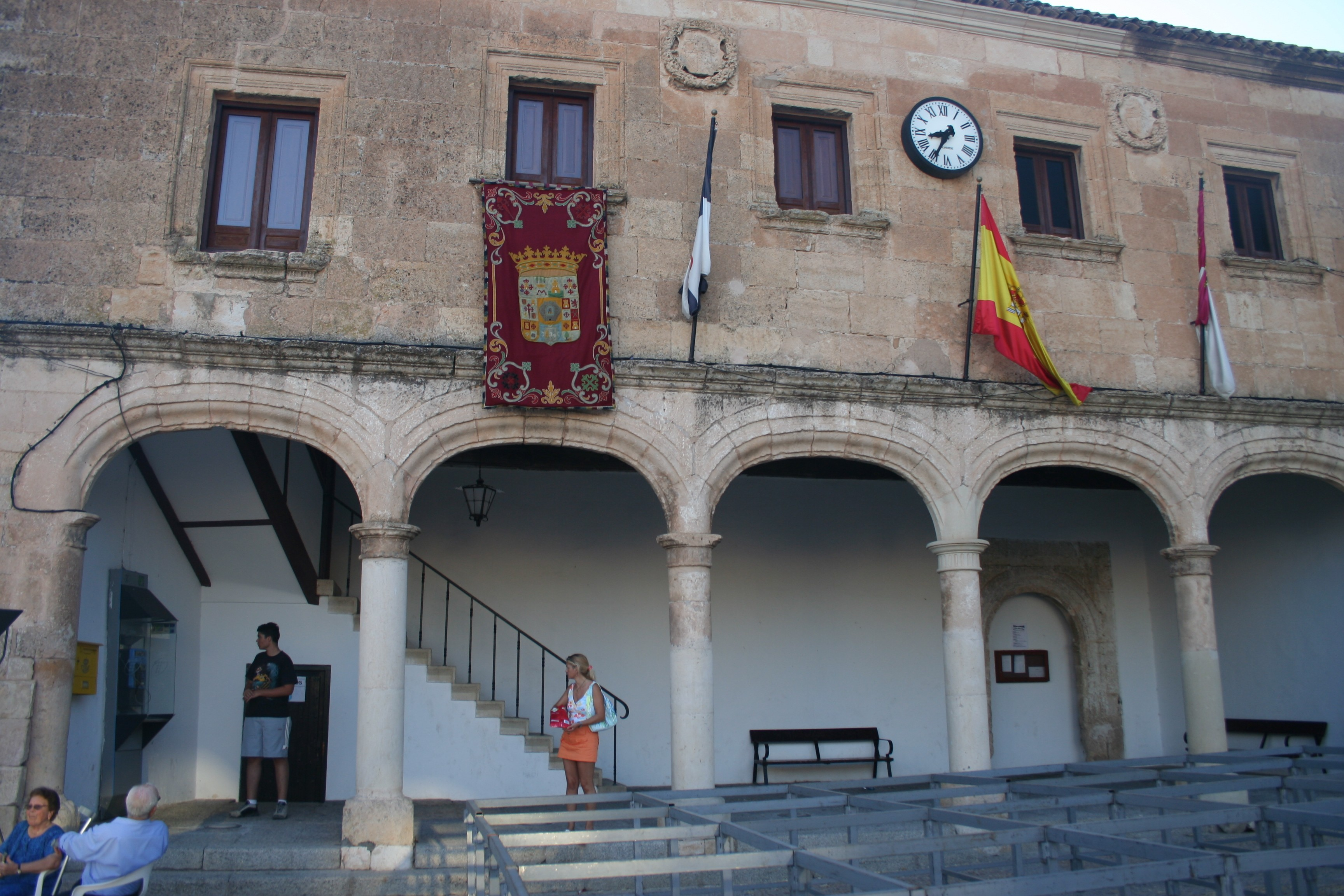
Casa consistorial

| 2003-2007 | Raúl Poveda Martínez         | PIA (Partido Independiente de Alarcón) |
| 2007-2011 | Jesús Poveda Tévar           | PSOE                                   |
| 2011-2015 | Pedro María Párraga Villajos | Unidos por Alarcón                     |
| 2015-2019 | Pedro María Párraga Villajos | Unidos por Alarcón                     |
| 2019-2023 | Milagros Poveda Martínez     | PSOE                                   |

### Evolución de la deuda viva
El concepto de deuda viva contempla sólo las deudas con cajas y bancos relativas a créditos financieros, valores de renta fija y préstamos o créditos transferidos a terceros, excluyéndose, por tanto, la deuda comercial.
| Gráfica de evolución de la deuda viva del ayuntamiento entre 2008 y 2014                             |
| |
| Deuda viva del ayuntamiento en miles de Euros según datos del Ministerio de Hacienda y Ad. Públicas. |

La deuda viva municipal por habitante en 2014 ascendía a 476,51 €.

## Patrimonio

### Castillo de Alarcón

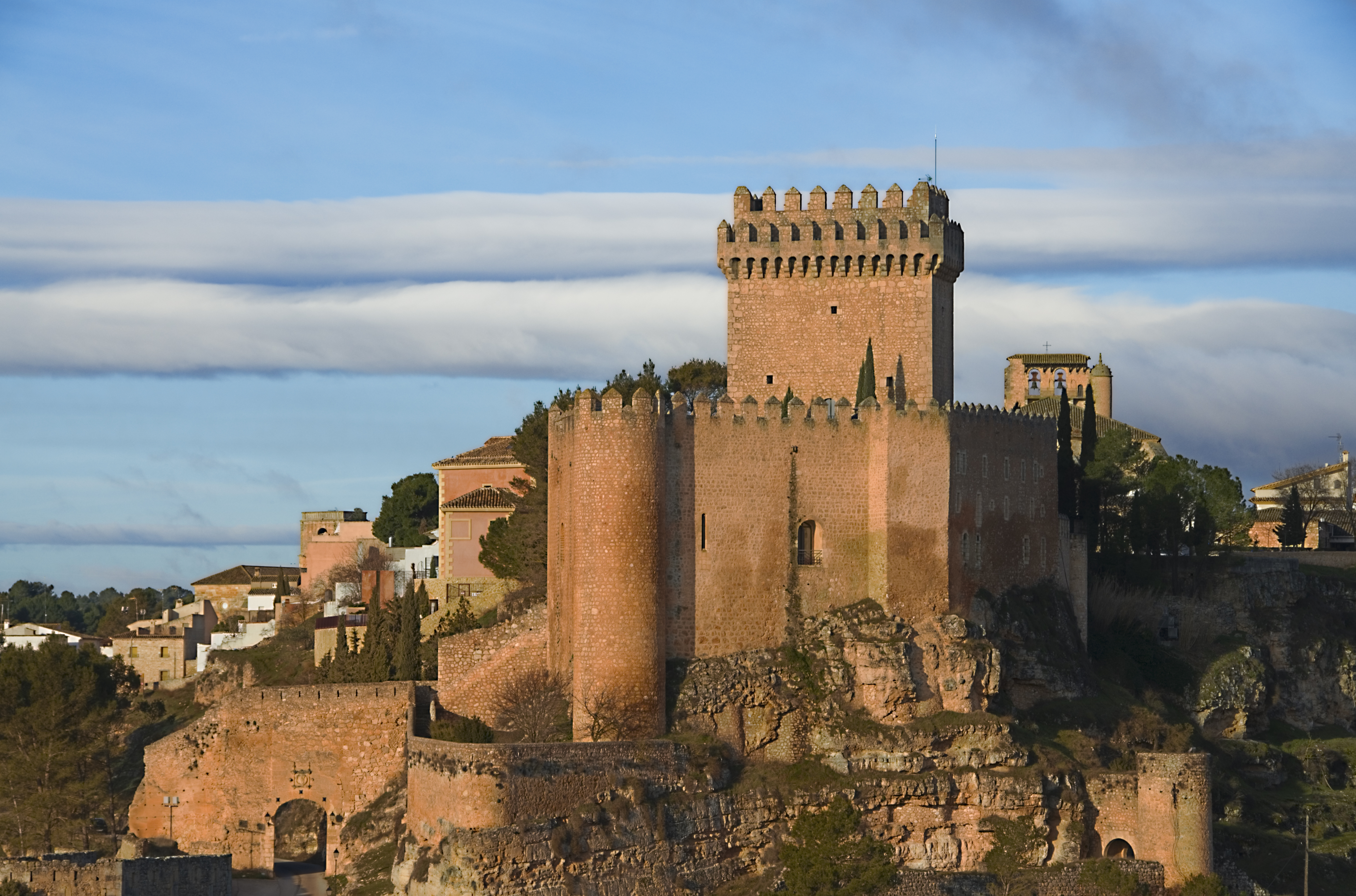
Castillo de Alarcón

Fortaleza medieval de origen musulmán construida en el siglo VIII que fue conquistada por el rey Alfonso VIII en el año 1184. El castillo se asienta sobre un promontorio en un meandro que forma el río Júcar, convirtiendo el enclave en un lugar inexpugnable. Desde sus almenas la vista divisa un amplio territorio que alcanza hasta la frontera con Valencia. Sus muros albergaron al ilustre Infante Don Juan Manuel, Príncipe de Villena, quien, entre otras obras, escribió el Libro de los enxiemplos del Conde Lucanor et de Patronio. Restaurada en varias ocasiones a lo largo de su historia.
Destaca su impresionante torre del homenaje, símbolo de la majestuosidad del edificio, fue obra de don Juan Pacheco hacia 1460. Tras años de abandono, el castillo de Alarcón fue expropiado el 12 de octubre de 1963 por Manuel Fraga Iribarne a la familia Torrijos y, posteriormente, restaurado por Turespaña. En 1966 abrió sus puertas como parador de turismo. Actualmente se puede visitar a través de la visita guiada que realizan los guías locales.

### Iglesia de Santo Domingo

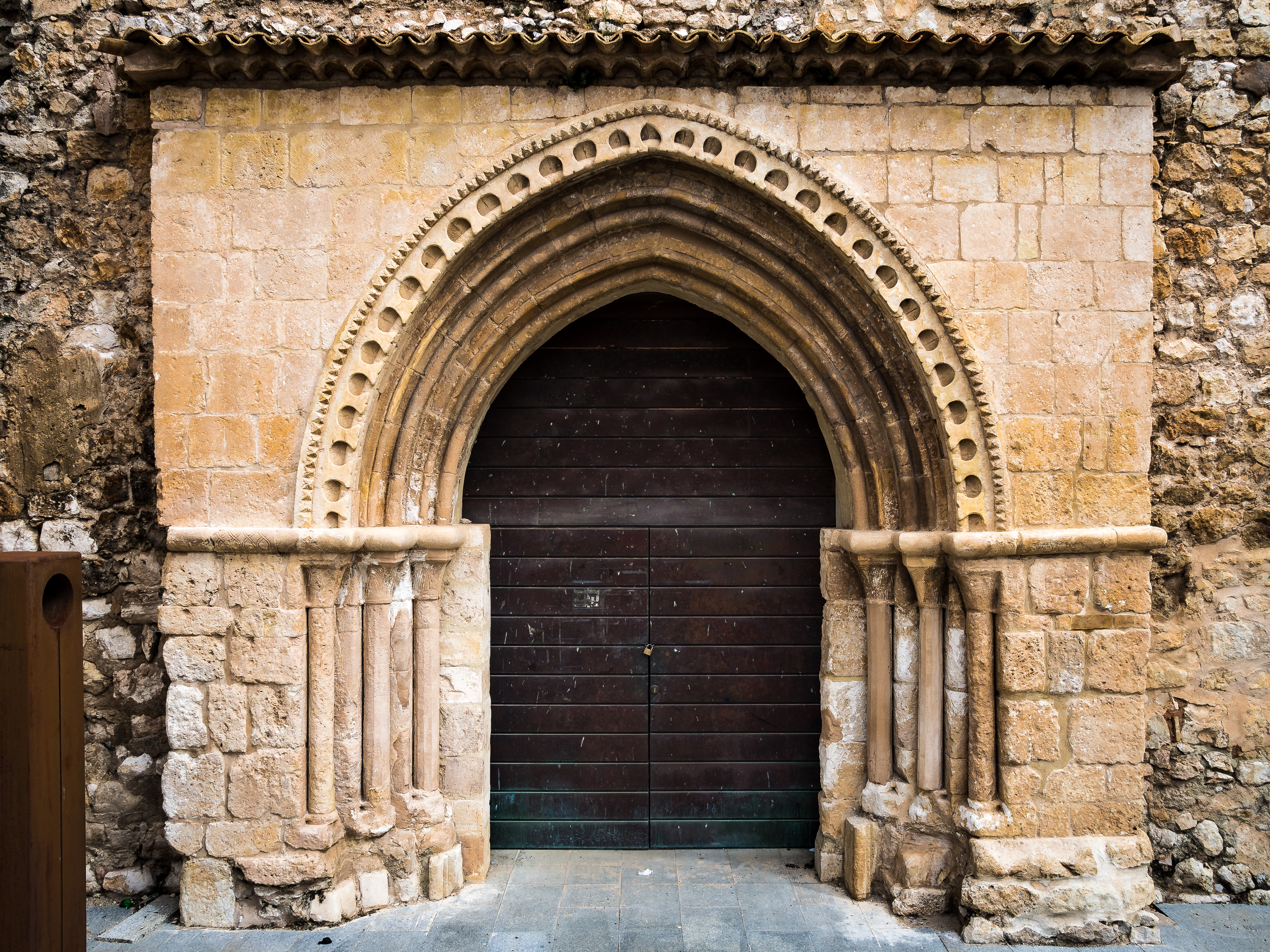
Iglesia de Santo Domingo

Su construcción, en estilo románico tardío, se remonta al siglo XIII. Conserva de su fábrica original el ábside semicircular que remata su única nave y la portada que se abre en el lado meridional. Se trata de una portada abocinada con tres columnillas encapiteladas en cada jamba sobre las que descargan sendas arquivoltas apuntadas de diseño protogótico. En el siglo XVI, siguiendo los esquemas renacentistas, se levantó la torre de planta cuadrada y se elevaron los muros de la nave. En época barroca se modificó el sistema de cubrición dotándola de una bóveda de cañón reforzada por arcos fajones. Actualmente se utiliza como sala de exposiciones y auditorio, para lo que se ha acondicionado debidamente. Fue declarada Bien de Interés Cultural el 19 de febrero de 1992.

### Centro de arte pintura mural de Jesús Mateo. Antigua iglesia de San Juan Bautista

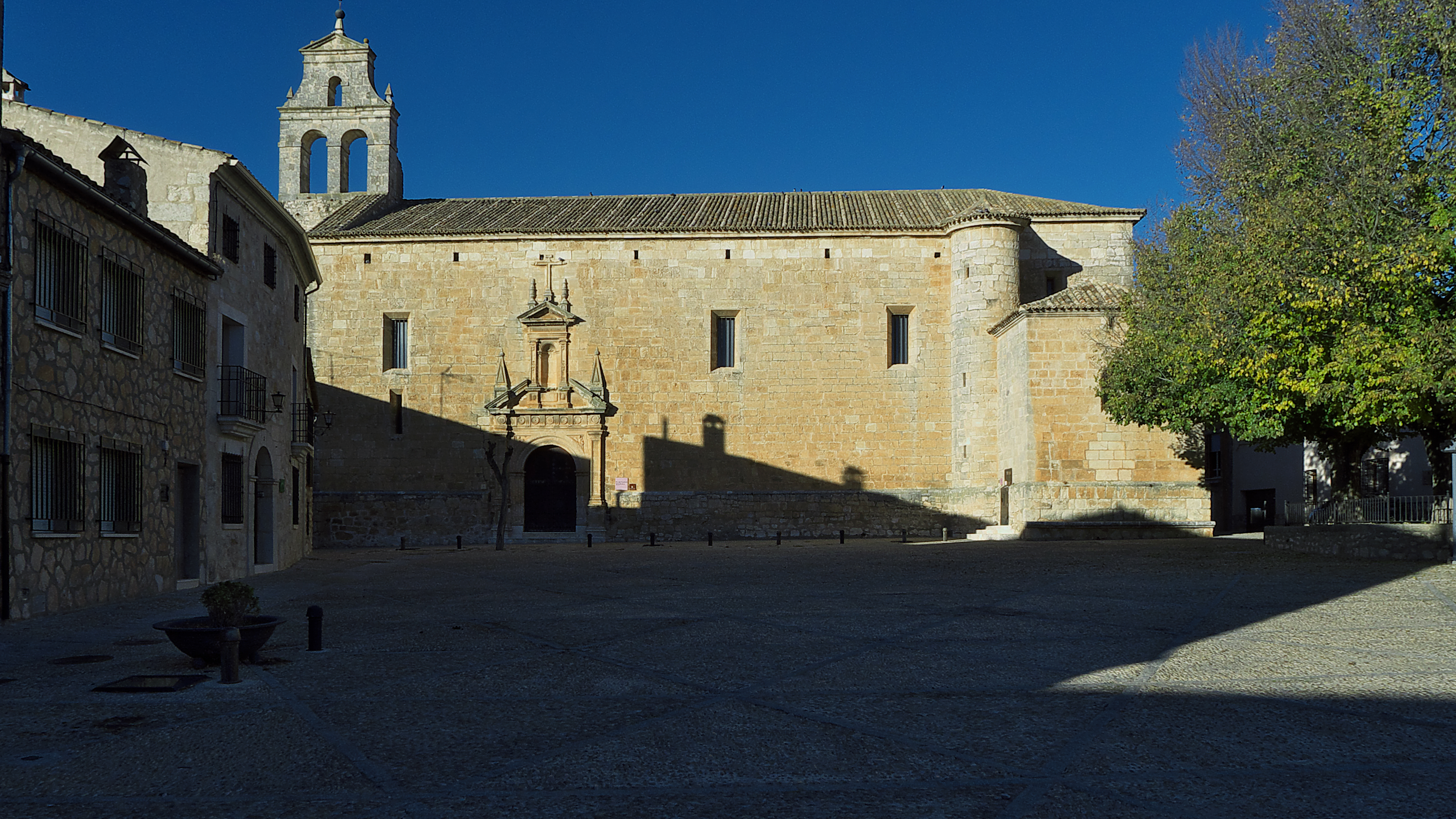
Iglesia de San Juan Bautista

La construcción actual data del siglo XVI y sustituyó a otra de estilo románica. Posee una sola nave cubierta con bóveda de cañón, una portada de Juan de Herrera (estilo herreriano] y una torre que ha perdurado de la primitiva iglesia. Los muros laterales están rigidizados por contrafuertes que, contrariamente a lo usual, se manifiestan por el interior delimitando espacios que fingen ser pequeñas capillas. En 1994 el joven pintor español Jesús Mateo inició el proyecto de cubrir la totalidad del antiguo edificio con un conjunto de pinturas murales. Esta obra contemporánea cuenta con el patrocinio oficial de la UNESCO desde 1997 por su alto interés artístico mundial. Está considerada como una de las altas cimas del arte contemporáneo mundial. Desde la apertura al público la visitan anualmente más de 40 000 personas. Decenas de intelectuales y artistas admiran y apoyan estas pinturas desde su gestación.

### Iglesia de la Santa Trinidad
Es una construcción de planta rectangular con dos naves, una del siglo XIII y otra del siglo XVI, aunque la bóveda de la nave más 
antigua es del siglo XV. Destacan en ella los arcos fajones y formeros apuntados, un arco triunfal de 
entrada al presbiterio, y un altar renacentista. La portada es típicamente plateresca; exhibe los escudos del marqués de Villena, Diego López Pacheco, y del que era obispo a la sazón, Diego Ramírez de Villaescusa. La torre se levanta sobre el llamado Arco de la Villa. El ábside actual es rectangular y sustituye a otro románico circular.

### Iglesia de Santa María

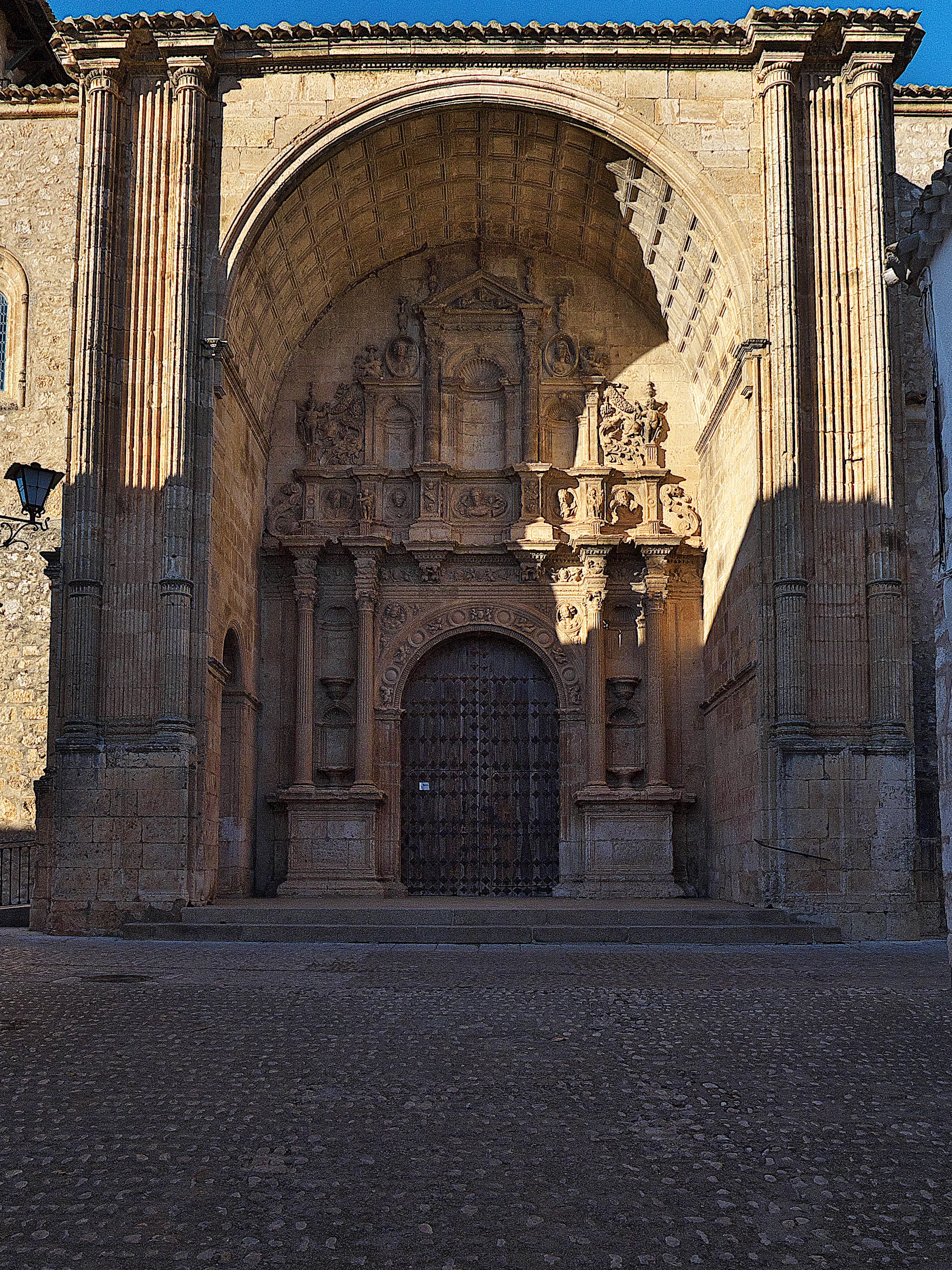
Iglesia de Santa María. Portada

Este templo cumple en la actualidad funciones de parroquia. Se erigió a principios del siglo XVI en estilo plateresco con bóveda de tracería al modo gótico. La portada es de mediados de ese mismo siglo y se debe a Esteban Jamete de Orleans, el mismo que debió realizar el retablo con escenas de la vida de la Virgen y la sacristía.

## Personas notables
- Juan de Alarcón (¿1395?-1451), escritor agustino que explicó Biblia en el convento de su orden en Florencia (Italia) y varios conventos en Valladolid y otros lugares.
- Don Juan Manuel (1282-1348), príncipe y señor de Villena, autor del famoso libro El conde Lucanor.